# 斯拉夫人

以斯拉夫人為主體民族的國家，其中南斯拉夫被匈牙利和羅馬尼亞兩國和東西斯拉夫隔開
東斯拉夫民族國家（俄羅斯、白俄羅斯、烏克蘭）
西斯拉夫民族國家（波蘭、捷克、斯洛伐克）
南斯拉夫民族國家（塞爾維亞、保加利亞、波士尼亞與赫塞哥維納、克羅埃西亞、斯洛維尼亞、蒙特內哥羅、北馬其頓）

以斯拉夫人為主的國家
斯拉夫少數民族占該國人口10%以上的國家

斯拉夫人（英語：Slavic peoples）是歐洲各民族和語言集團中人數最多的之一，有三億四千萬人。主要分佈於東歐和中歐，語言屬於斯拉夫語族。
斯拉夫人發源於今波蘭東南部維斯杜拉河上游一帶，於一世紀時開始向外遷徙，六世紀前後，斯拉夫人出現在東歐平原上，那時的他們介於遊牧民族與農耕民族之間，有時還靠劫掠為生。六世紀的民族大遷徙使得他們的居地已經遍佈歐洲中東部。近代随着俄羅斯對西伯利亞與中亞的殖民，斯拉夫人也向西伯利亞及中亞地區遷徙。
斯拉夫人通常分為東斯拉夫人、西斯拉夫人及南斯拉夫人：
- 東斯拉夫人：俄羅斯人、白俄羅斯人、烏克蘭人、盧森尼亞人（魯塞尼亞人）
- 西斯拉夫人：波蘭人、捷克人、斯洛伐克人、索布人、波美拉尼亞人
- 南斯拉夫人：塞爾維亞人、保加利亞人、波士尼亞人、克羅埃西亞人、斯洛維尼亞人、蒙特內哥羅人、馬其頓人

## 詞源
斯拉夫人這一用法最早可見於公元6世紀,拜占庭學者普羅科匹厄斯的著作中。在他的書中，他用了不同的形式，諸如Sklaboi (Σκλάβοι), Sklabēnoi (Σκλαβηνοί), Sklauenoi (Σκλαυηνοί), Sthlabenoi (Σθλαβηνοί),Sklabinoi (Σκλαβῖνοι)，來指代斯拉夫人。同時期，還有因為拜占庭學者約達尼斯（Jordanes） 採用拉丁文的Sclaveni來稱呼斯拉夫人。
Slověninъ這個說法通常被認為源於slovo ("語彙"), 原意為 "說同種語言的人"，古斯拉夫人透過語言来劃分民族，把跟自己講相同語言的人稱為“slova”，意即“會說話的人”；而把和自己語言不同的人叫作“nemoi”，即“哑巴”（這亦成為多種斯拉夫語言中對德國的稱呼）。
slovo ("語彙") 這個詞也和slava ("榮譽")和slukh ("傾聽")有關，都起源於古印歐語系ḱlew- ("被稱為, 榮譽")一詞,也和古希臘語的κλέος (kléos "名望")同源。

## 宗教與文化差異化
歐洲歷史上的重要事件使得三支斯拉夫人從文化和宗教上一分為二。1054年基督教的東西教會大分裂，東正教和天主教分庭抗禮，從此以後東斯拉夫人屬於以東正教為代表的拜占庭文化圈，而西斯拉夫人屬於以天主教為代表的拉丁文化圈。至於南斯拉夫人，由於兩次分類的地理界線都在他們中間穿過，因此就分屬兩邊。塞爾維亞人、馬其頓人、黑山人屬於拜占庭文化圈，斯洛文尼亞人、克羅地亞人、波士尼亞人就屬於拉丁文化圈。
另外，受奥斯曼土耳其帝国的影响，很少數的斯拉夫人改宗伊斯蘭教，如波士尼亞克人、波馬克人、托爾貝什人等。
西斯拉夫人、東斯拉夫人和南斯拉夫人等三個斯拉夫亞群，各有不同的多樣背景，分別反映在個別亞群的獨特歷史、宗教和文化。史前文化的考古顯示，各亞群間在青銅器和鐵器時代有顯著的文化共通性，但現代斯拉夫民族在血緣基因和文化上都已經多樣化及差異化，亞群間的關係各有不同，民族認同感逐漸式微，甚至演變為政治立場上的對立。就三個亞群來看，個別文化差異主要來自於歷史背景的演變。
在東日耳曼遷離中歐後，西斯拉夫人定居在波蘭、捷克、斯洛伐克一帶，與日耳曼人、匈牙利人、凱爾特人、古普魯士人和潘諾尼亞阿瓦爾人混居，受到西羅馬帝國文化和天主教會的影響。
東斯拉夫人早期與芬蘭-烏戈爾人和波羅的人混合並接觸，也與安特人及伊朗人混居與文化交流，後來又受到可薩人和維京人的影響。東斯拉夫人的國族起源可追溯到10世紀開始的基輔羅斯和羅斯汗國的部落聯盟，受到拜占庭文化和東正教的影響。
南斯拉夫人與許多文化及血緣有交流，包含巴爾幹當地的原居部落、凱爾特部落、羅馬人，以及曾經入侵的東日耳曼民族、亞洲民族及高加索部落。大部分南斯拉夫人曾經隸屬於東羅馬帝國、鄂圖曼帝國，屬於東正教和伊斯蘭教的文化領域。但斯洛維尼亞和克羅埃西亞的南斯拉夫人主要受到西羅馬帝國的影響，因此長期以來屬於西歐天主教文化圈。
由斯拉夫民族整體綜合來看，在基督宗教的信仰人口中，斯拉夫人大多數屬於東正教，其次是天主教，還有一些少數是新教。回教徒人口中，斯拉夫人多屬於遜尼派分支的哈納菲法學派。到了20世紀末、21世紀初，部分斯拉夫人對於基督教傳入前的當地信仰產生興趣，引发斯拉夫本土信仰的重新流行。

## 斯拉夫民族国家主体民族人口
| 民族         | 民族国家   | 人口的大概数字          | 人口的大概数字              |
| ------------ | ---------- | ----------------------- | --------------------------- |
| 俄罗斯人     | 俄羅斯     | 130,000,000–150,000,000 | [ 8 ] [ 9 ] [ 10 ]          |
| 波兰人       | 波蘭       | 57,393,000–60,000,000   | [ 11 ] [ 12 ] [ 13 ] [ 14 ] |
| 乌克兰人     | 乌克兰     | 46,700,000–51,800,000   | [ 15 ]                      |
| 塞尔维亚人   | 塞爾維亞   | 11,500,000–12,500,000   | [ 16 ] [ 17 ]               |
| 捷克人       | 捷克       | 10,000,000–12,000,000   | [ 18 ]                      |
| 保加利亚人   | 保加利亚   | 10,000,000              | [ 19 ] [ 20 ]               |
| 白俄罗斯人   | 白俄羅斯   | 10,000,000              | [ 21 ]                      |
| 克罗地亚人   |            | 9,000,000               | [ 22 ] [ 23 ] [ 24 ]        |
| 斯洛伐克人   | 斯洛伐克   | 6,940,000               | [ 25 ]                      |
| 波什尼亚克人 |            | 2,800,000–4,600,000     |                             |
| 斯洛文尼亚人 | 斯洛維尼亞 | 2,500,000               | [ 25 ]                      |
| 马其顿人     | 北馬其頓   | 2,100,000               | [ 26 ] [ 27 ]               |
| 黑山人       | 蒙特內哥羅 | 560,000                 |                             |

## 外部連結
- Mitochondrial DNA Phylogeny in Eastern and Western Slavs, B. Malyarchuk, T. Grzybowski, M. Derenko, M. Perkova, T. Vanecek, J. Lazur, P. Gomolcaknd I. Tsybovsky, Oxford Journals
- 维基文库中的相關文獻：
  - . . 1920.
  - . . 1914 （英语）. 已忽略未知参数|HIDE_PARAMETER4= (帮助); 已忽略未知参数|HIDE_PARAMETER5= (帮助); 已忽略未知参数|HIDE_PARAMETER7= (帮助); 已忽略未知参数|HIDE_PARAMETER6= (帮助)
  - Leopold Lénard. . . New York: Robert Appleton Company. 1913.